# Michel Coloni
Michel Louis Coloni (ur. 25 sierpnia 1927 w Paryżu, zm. 6 lipca 2016) – francuski duchowny katolicki, arcybiskup Dijon 2002-2004.

## Życiorys
Święcenia kapłańskie otrzymał 17 kwietnia 1954.
11 maja 1982 papież Jan Paweł II mianował go biskupem pomocniczym Paryża ze stolicą tytularną Oëa. 8 października tego samego roku z rąk arcybiskupa Jeana Lustigera przyjął sakrę biskupią. 30 stycznia 1989 mianowany biskupem Dijon. 8 grudnia 2002 podniesiony do godności arcybiskupiej. 13 lutego 2004 ze względu na wiek na ręce papieża Jana Pawła II złożył rezygnację z zajmowanej funkcji.
Zmarł 6 lipca 2016.